# Piedmont (Alabama)
Piedmont – miasto w Stanach Zjednoczonych, w stanie Alabama, w hrabstwie Calhoun. W roku 2023 miasto zamieszkiwało 4705 osób, a gęstość zaludnienia wynosiła 183,8 osoby/km².